# Eisei Imamura
Eisei Imamura (今村 英生), známý také jako Gen’emon (源右衛門), byl tlumočníkem a především jedním z nejvlivnějších kulturních zprostředkovatelů na nizozemské obchodní faktorii na ostrově Dedžima v období Edo.
Nizozemská obchodní stanice na ostrově Dedžima v Nagasackém zálivu je ukázkovým příkladem místa, kde byl zahájen vzájemný dialog mezi dvěma kulturami. Nejen s cílem navázat výhodné obchodní vztahy, ale také zahájit smysluplnou výměnu kulturních a vědeckých informací. Tlumočník Eisei Gen'emon Imamura byl mužem, který tento dialog zosobnil. Jako mladý sehrál zásadní roli při přenosu východní kultury na západní. Později, jako dospělý, sehrál důležitou roli při přenosu v opačném směru, tedy západní kultury na východní.
Jako pomocník Engelberta Kaempfera výrazně přispěl k jeho výzkumu Japonska.

## Mládí
Eisei Imamura se narodil roku 1671 jako druhý syn Ičizaemona Imamury v Nagasaki. Jeho dědeček (Širobei Imamura) se jako samuraj pána z Hirada podílel na ochraně holandské obchodní stanice v Hiradu. Když byla tato stanice pod tlakem bakufu roku 1641 přeložena, vzdal se svého statusu a odešel jako tlumočník do Nagasaki. Znalost portugalštiny byla při komunikaci mezi Japonci a Evropany důležitá, což trvalo i po vypovězení "jižních barbarů" (南蛮人, Nambanjin). Eiseův otec mu předal dostatek jazykových i kulturních znalostí a také mu umožnil přístup na Dedžimu, kde Eisei mohl své jazykové znalosti při komunikaci s Evropany dále zdokonalovat. Eisei byl tedy pokračovatelem tlumočnického rodu.
Dne 22. září 1695 složil Eisei a dva další Japonci zkoušky z holandštiny za přítomnosti vedoucího holandské faktorie Hendrika Dijkmana a lékaře Matthijse Raqueta, kterému byl Eisei přidělen jako osobní sluha. Zkouška se konala na žádost nagasacké správy. Její výsledek by měl ve skutečnosti jen malý reálný vliv na to, kdo bude nakonec oficiálním tlumočníkem jmenován, protože větší roli hrály jiné faktory, například přátelské a rodinné vazby.
Čtyři dny po zkoušce se Eisei, oděný do slavnostního roucha, ohlásil u Dijkmana, aby ho pozdravil a oznámil mu, že byl jmenován asistentem a tlumočníkem. Dijkman ho popsal následujícími slovy:
| „ | [...] v dolnoněmeckém jazyce je tak zběhlý, že se mu žádný z ostatních tlumočníků nevyrovná, neboť od mládí sloužil zde v účtárně jako sluha vrchního chirurga. | “ |

Jako syn neoficiálního tlumočníka neměl Eisei automaticky nárok na stálé tlumočnické místo. Přesto byl díky své výborné znalosti nizozemštiny v roce 1695 přijat jako "tlumočník v zácviku" (稽古通詞, keiko-tsūji) a hned následující rok povýšen na "menšího tlumočníka" (小通詞, ko-tsūji). To byl kariérní skok, který jiným tlumočníkům trval desítky let. Od té doby se objevoval pod jménem "Gen'emon" v denících mnoha vedoucích pracovníků obchodního centra Dedžima. Tehdy se malá skupina tlumočníků zabývala všemi úředními záležitostmi, které se týkali Evropanů v Dedžimě. Placeni byli Východoindickou společností, ale byli přitom vázáni pokyny guvernéra Nagasaki.
V roce 1697 se Eisei oženil s neteří představeného Dedžimy. Následujícího roku se jako jeden z "překladatelů Edo" (江戸番通詞, Edoban-tsūji) zúčastnil cesty vedení nizozemské faktorie do Eda. Protože tito tlumočníci překládali na šógunově dvoře, byli touto funkcí pověřováni pouze ti, kteří byli nejen jazykově zdatní, ale také se dobře vyznali v dvorní etiketě. Eisei tuto funkci za svého života zastával hned osmkrát. Roku 1707, ve věku 37 let, byl povýšen na "velkého tlumočníka" (大通詞, ōtsūji).

## Setkání s Engelbertem Kämpferem
V září roku 1690 přijel do Nagasaki cestovatel Engelbert Kämpfer, aby zde dva roky působil jako lékař na místní faktorii. Od působení lipského chirurga Caspara Schambergera byl v Japonsku o západní medicínu velký zájem (zejména o chirurgii), byl Eisei poslán ke Kämpferovi jako pokojský (部屋小遣い, heyakozukai). Při kontaktu s Kämpferem měl Eisei zlepšit své jazykové dovednosti.
Kämpfer byl chytrým a ochotným mladíkem nadšen. Jak později napsal, dával mu "lekce holandské gramatiky", ale i medicíny a přírodopisu. Od té doby se Eisei ukázal jako nejdůležitější pomocník při obstarávání map, knih a dalších materiálů. Přitom značně riskoval, protože jako každý Japonec na Dedžimě složil přísahu, že nic takového Evropanům předávat nebude a naopak měl hlásit každou podezřelou činnost. Četné Kämpferovy poznámky které jsou uloženy v Britské knihovně ukazují, že oba se pravděpodobně téměř denně zabývali pečlivou katalogizací japonských textů.
Výuka holandštiny, kterou Kämpfer Eiseie učil, byla pozoruhodná. Podle hrdého učitele uměl Eisei na konci prvního roku v tomto jazyce „psát a mluvit mnohem lépe než jakýkoli japonský tlumočník“. Kämpfer za své lekce od Eiseie na oplátku dostával informace o Japonsku, jeho vládě, soudech, náboženství, starověké historii, ale i o každodenním životě běžných japonských rodin. Neexistovala žádná kniha, o kterou Kämpfer požádal, kterou by mu Eisei neopatřil. Eisei se často musel na knihy doptávat, kupovat je nebo si je půjčovat. Kämpfer mu dle svých slov tedy poskytl „stříbrný klíč a zvláštní odměnu za tak nebezpečnou námahu“. "Je to tak drahé," shrnuje tyto snahy světoběžník z Lemga, "obtížné a často nebezpečné sbírat zprávy z této uzavřené říše." Získávání materiálů a informací o Japonsku nebylo bez rizika ani pro jednoho z nich.
Když se Kämpfer vrátil do rodného Lemgo, kde napsal svůj rukopis "Dnešní Japonsko", který po jeho smrti vyšel pod názvem "Historie Japonska", v předmluvě popsal Eiseiovu roli takto:

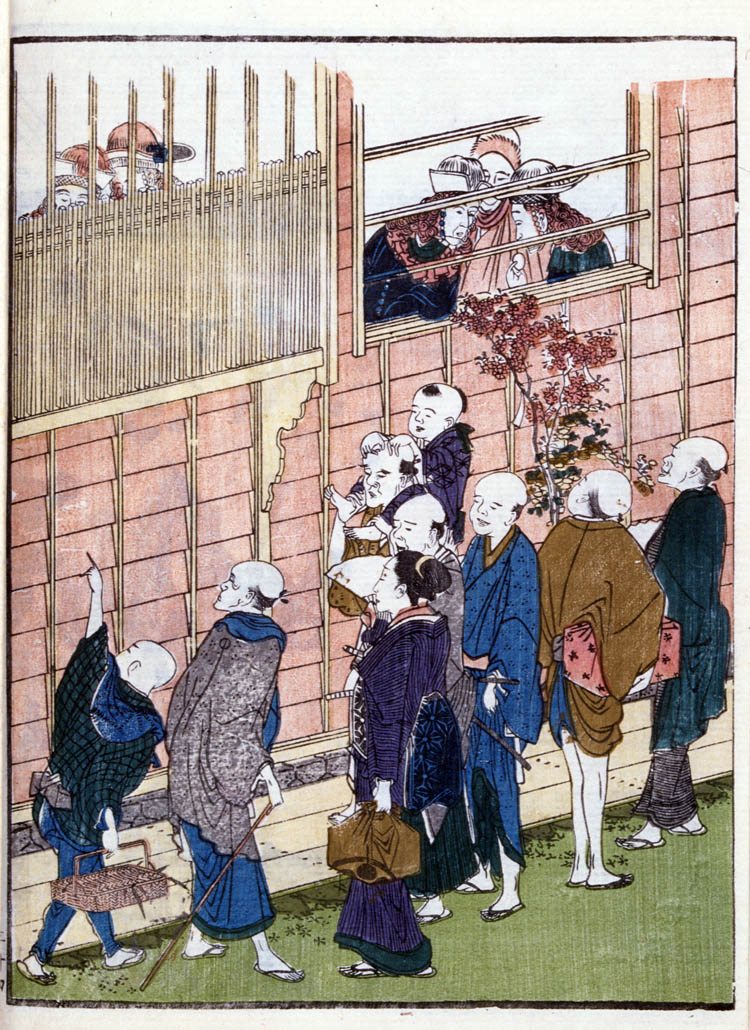
Když Holanďané na konci své cesty ke dvoru dorazili do Eda, ubytovali se v hostinci Nagasakiya, který jim byl speciálně přidělen. Obrázek ukazuje, jakou atrakcí byli pro místní kolemjdoucí.

| „                                           | Štěstí mi však poskytlo další příležitost a žádoucí nástroj v podobě vzdělaného mladíka, díky němuž jsem mohl obrátit svou pozornost k řadě místních záležitostí a díky němu informace plně sklízet. Tento asi čtyřiadvacetiletý student, vzdělaný v japonském a čínském písmu a vědě a zároveň dychtivý se učit, mi byl po mém příjezdu dán za sluhu, aby se mohl naučit něco z umění lékařského. Otona neboli regent našeho ostrova mi tohoto chytrého chlapíka neobyčejně přátelsky ponechal po celou dobu mého dvouletého pobytu a také mu dovolil, aby se mnou dvakrát cestoval k císařskému dvoru, a celou říši na délku tak procestoval téměř čtyřikrát. To i přesto, že takoví staří a znalí hosté nikdy nesmějí navštívit Nizozemce, alespoň ne na tak dlouho. V prvním roce jsem tu chytrou hlavičku naučil holandskou (bez níž bychom se neobešli) gramatiku, takže jí uměl psát a mluvit mnohem lépe, než by to kdy dokázal jakýkoli japonský tlumočník. Také jsem ho poctivě učil anatomii a medicínu a navíc jsem mu platil roční plat, který byl podle mého názoru značný. Na druhou stranu mi poskytoval dobré zprávy o příležitostech v jeho zemi, o vládě a dvoře, o náboženství a dějinách dřívějších dob, o místních rodinách a každodenních událostech. | “ |
| — Engelbert Kämpfer, Dnešní Japonsko, fol.4 | |   |

Kämpfer neuvedl žádné jméno. Roku 1990 byly ale v Britské knihovně a také v materiálech Sjednocené východoindické společnosti dokumenty dokazující, že oním chytrým mladíkem byl právě Eisei.

## Setkání s J.B. Sidottim
Na podzim roku 1708 byl italský jezuita Giovanni Battista Sidotti (1668-1714), který se tajně vylodil na jižním ostrově Jakušima, zajat a převezen k výslechu do Nagasaki. Ačkoli Eisei mluvil portugalsky, latina se v tomto případě ukázala být lepším komunikačním prostředkem. Nejprve tedy Adriaen Douw (Ital na obchodní stanici v Dedžimě) Sidottiho výpovědi přeložil do nizozemštiny a Eisei následně připravil japonskou verzi. Tuto zprávu zaslal bakufu. Prostudoval ji politik a konfuciánský učenec Hakuseki Arai. Eisei byl pověřen, aby se naučil latinsky a o Sidottiho se staral.
Protože Hakuseki chtěl Sidottiho vyslechnout přímo, byl Sidotti na podzim roku 1708 přivezen do Eda. Eisei, který si mezitím latinu osvojil na takové úrovni, při výsleších tlumočil. Pod dojmem Sidottiho erudice se Hakuseki začal živě zajímat o západní záležitosti. Aby získal další zeměpisné informace, setkal se také s holandskými obchodníky během jejich pobytu v Edu. I zde zajišťoval komunikaci Eisei. Po nástupu šóguna Jošimune Tokugawy Hakuseki ze státních služeb odešel. Stopy Hakusekiho korespondence s Eiseiem ukazují, že Hakuseki si jeho pomoci velmi cenil. Informace získané z rozhovorů se Sidottim a Holanďany zpracoval Hakuseki ve svých dílech "Slyšení ze Západu" (西洋記聞, Seiyō Kibun) a "Sebrané poznámky o cizích slovech" (采覧異言, Sairan Igen).

## Období šóguna Jošimune
Jošimune Tokugawa se dostal k moci v roce 1716. Protože se jeho třetí syn jmenoval Genzó, změnil Eisei své dříve používané jméno Gen'emon na Ičibé (市兵衛, Ichibē).
Jošimune byl jedním z nejaktivnějších šógunů dynastie Tokugawa. Zahájil reformy Kjóhó (享保の改革, kyōhō no kaikaku), které měly dopad daleko za období jeho vlády. V této souvislosti podporoval přejímání znalostí ze zahraničí, uvolnil omezení dovozu západních knih a zároveň podporoval studium holandštiny. To mimo jiné vedlo k rozkvětu "holandských studií" (rangaku).
V té době se většina léčivých bylin pro čínskou medicínu stále musela dovážet. Množství bylo omezené a ceny vysoké. Aby mohl Jošimune zavést domácí produkci, vyžádal si proto od Nizozemců semena a sazenice. Eisei se podílel jak na těchto objednávkách, tak na poskytování informací o vlastnostech a pěstování dodaných rostlin
Pro zušlechtění malých japonských koní se Holanďané zavázali dodat koně perské, kteří měli být chováni v šógunátních stájích. Prvních pět koní dorazilo do Nagasaki roku 1725. Nejprve umístěni ve speciálně vybavených stájích na ostrově Dedžima, později byli převezeni do Eda. Hans Jürgen Keyserling (1696-1736) z Hamburku, který byl vyslán Východoindickou společností, aby se o zvířata staral, bydlel v malém domku hned vedle stájí. Eisei se roku 1729 přestěhoval spolu s Keyserlingem do Eda. Dříve bydlel v poněkud stísněném hostinci Nagasakiya, tentokrát však byli oba ubytováni uvnitř paláce. Keyserling přivezl do Japonska dvě knihy o léčbě koní a Imamura byl pověřen jejich analýzou. Výsledkem byla první kniha v Japonsku, která se zabývala západní léčbou koní.

## Tradice tlumočnické rodiny

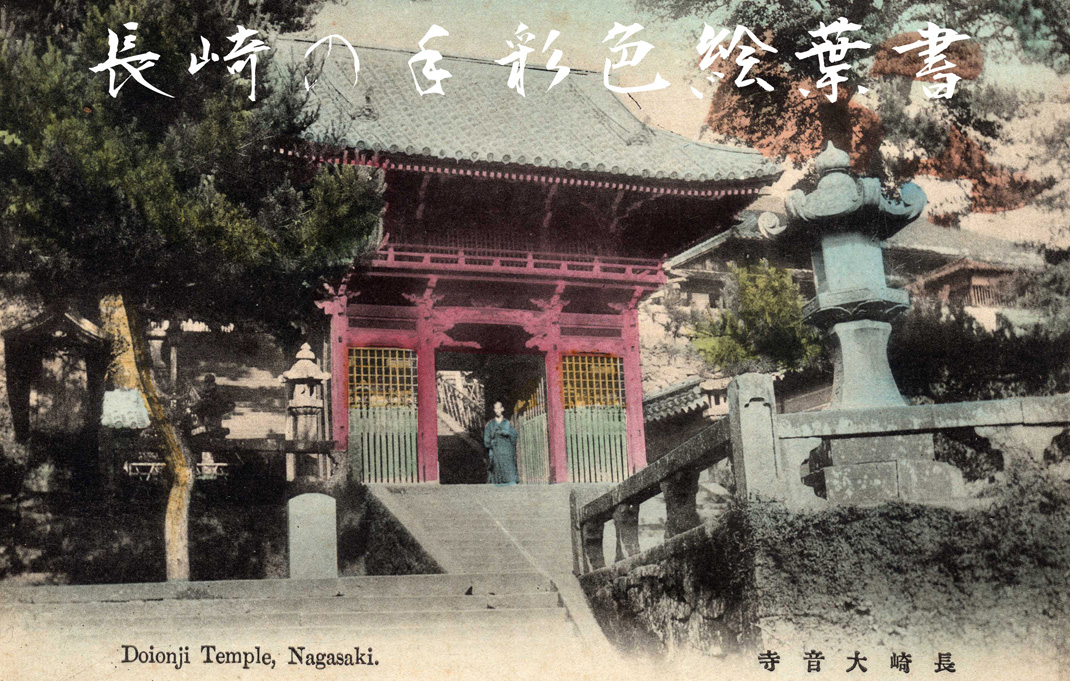
Chrám Daion-dži v období Meidži.

V případě zavedených tlumočnických rodin se pozice tlumočníka dědila. Eiseiův otec do této skupiny ale nepatřil; Eisei vybudoval mimořádnou kariéru sám. V roce 1721 byl jeho nejstarší syn jmenován "tlumočník v zácviku". To znamenalo, že rodina nyní patřila k úzkému okruhu nagasacké jazykové elity. Eiseiovi pomocníci pracovali jako "nizozemští tlumočníci" (阿蘭陀通詞, Oranda-tsūji) až do konce období Edo.
Roku 1728 převzal Eisei kromě povinností velkého tlumočníka i funkci dozorce nad tlumočníky (通詞目付, tsūjimetsuke). V této funkci byl zodpovědný za všechny tlumočníky působící na Dedžimě. V roce 1736 se Eisei této funkce ze zdravotních důvodů vzdal. Zároveň zajistil svým synům oficiální nástupnictví. Jeho nejstarší syn byl povýšen na "menšího tlumočníka", zatímco jeho druhý syn byl poprvé jmenován do oficiální funkce jako "tlumočník v zácviku". Jejich otec zemřel krátce poté a byl pohřben v rodinné hrobce v chrámu Daion (Daion-dži) v Nagasaki, kde odpočívá dodnes.